# Melaleuca pyramidalis
Melaleuca pyramidalis är en myrtenväxtart som beskrevs av Lyndley Alan Craven. Melaleuca pyramidalis ingår i släktet Melaleuca och familjen myrtenväxter. Inga underarter finns listade i Catalogue of Life.